# Jonas Albenas
Jonas Madéno Albenas (* 7. Juli 2002 in Metz) ist ein französisch-algerischer Fußballspieler.

## Karriere

### Verein
Nach seinen Anfängen im Nachwuchs des CO Metz Bellecroix und der RS Magny wechselte er im Sommer 2013 in die Jugendabteilung des FC Metz. Im Sommer 2020 wurde er in den Kader der Zweiten Mannschaft in der viertklassigen National 2 aufgenommen. Nach 30 Ligaspielen wechselte er im Sommer 2022 zur gleichklassigen Reservemannschaft des AJ Auxerre.
Im Sommer 2023 wechselte Albenas nach Deutschland in die 3. Liga zum SV Waldhof Mannheim. Dort kam er auch zu seinem ersten Einsatz im Profibereich, als er am 27. August 2023, dem 4. Spieltag, beim 3:2-Heimsieg gegen den Halleschen FC in der Startformation stand. Nachdem er ab der Rückrunde 2023/24 nur noch in dessen Zweiter Mannschaft in der sechstklassigen Verbandsliga Baden gespielt hatte, wurde sein Vertrag im Januar 2025 wieder aufgelöst.
Kurze Zeit später verpflichtet ihn dann der bulgarische Erstligist ZSKA 1948 Sofia, wo er bis zum Saisonende in dessen Profi- sowie Reservemannschaft zu Einsätzen kam. Im Sommer 2025 wechselte der Awehrspieler weiter nach Luxemburg und schloss sich dem FC Atert Bissen in der BGL Ligue an.

### Nationalmannschaft
Albenas bestritt am 6. Dezember 2018 ein Testpiel für die franzäsische U17-Nationalmannschaft gegen Italien. Bei der 1:2-Heimniederlage im INF Clairefontaine wurde er in der Halbzeit für Sékou Mara eingewechselt.